# Talsperre Pirk
Die Talsperre Pirk ist eine Talsperre im Freistaat Sachsen, die 1935–1938 (die Staumauer selbst ab 1937) in der Nähe von Oelsnitz/Vogtl. gebaut wurde. Die Einweihung war im Jahr 1939. Die Talsperre wird zur Brauchwasserversorgung, zur Niedrigwasseraufhöhung, zur Energieerzeugung, zum Hochwasserschutz, zur Fischerei und zur Erholung genutzt. Das gestaute Gewässer ist die Weiße Elster. Die Talsperre liegt direkt an der Bundesautobahn 72 nahe der Anschlussstelle Pirk.
Das Absperrbauwerk der Talsperre Pirk ist eine leicht gekrümmte Betongewichtsstaumauer mit Natursteinverblendung. Die Talsperre hat eine überstaute Vorsperre (Dobeneck) und drei Vorbecken. In der Vorsperre war von 2007 bis 2009 das Wasser abgelassen, um eingespülte Sedimente aus dem Staubecken der Vorsperre zu entfernen und so die Wasserqualität zu verbessern. Dabei wurde als Ausgleichsmaßnahme zum Bau der nahe gelegenen Umgehungsstraße der B92 auch eine Vogelinsel aufgeschüttet.
Im Stausee ist das Baden, Segeln, Surfen und Bootfahren möglich. Der Betrieb von Sportbooten mit Verbrennungsmotor ist ausdrücklich verboten. Am See gibt es eine Jugendherberge, ein Naherholungszentrum mit Campingplatz, einen Segelverein und Kinderspielplätze. Die Talsperre Pirk ist das größte Naherholungsgebiet von Oelsnitz/Vogtl.
Im Verlauf des Hochwassers in Mitteleuropa im Mai/Juni 2013 ist am 2. Juni die Talsperre übergelaufen, ebenso am 24. Mai 2018, als im Vogtland innerhalb eines Tages 150 mm Regen fielen.

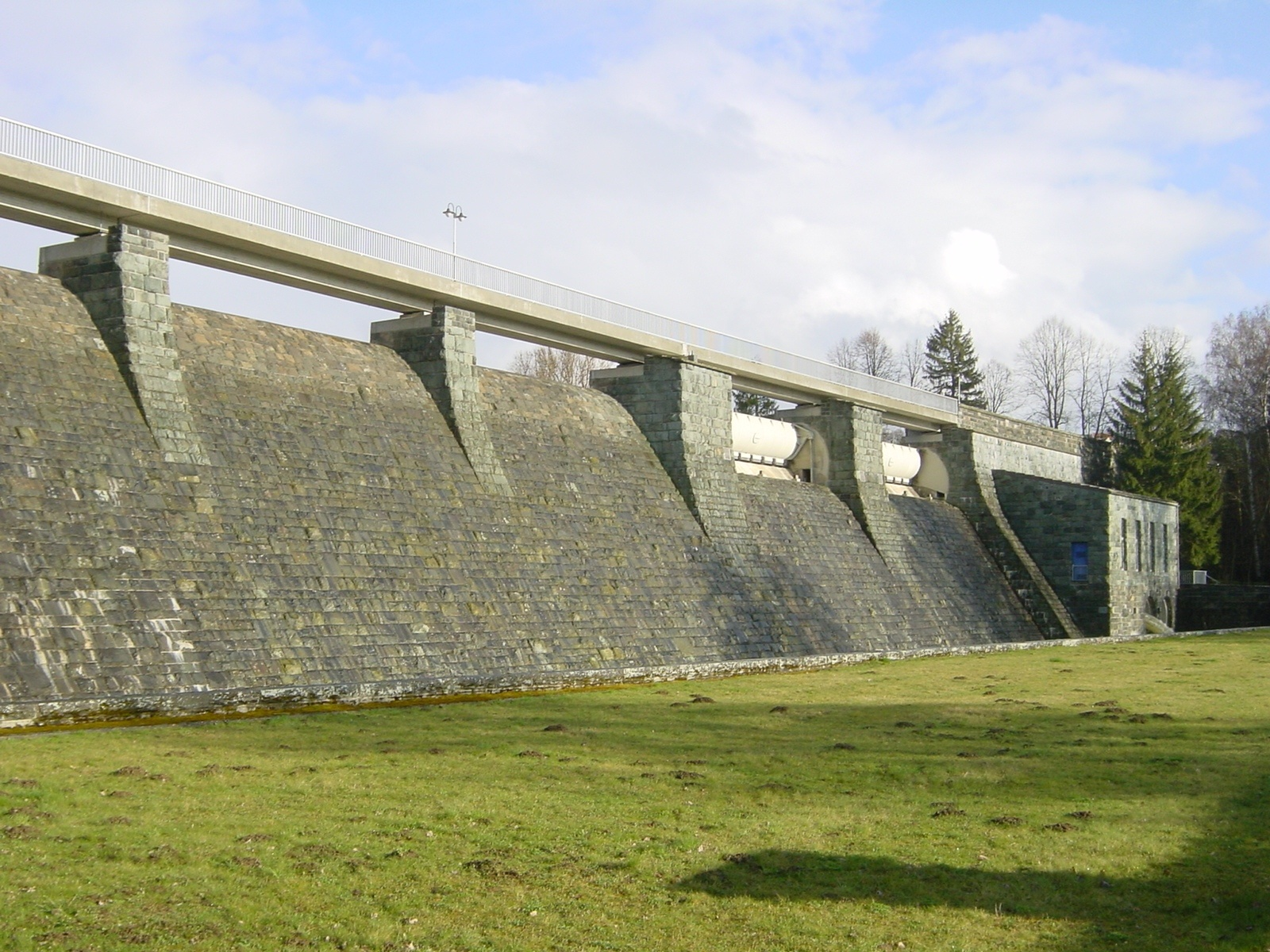
Staumauer
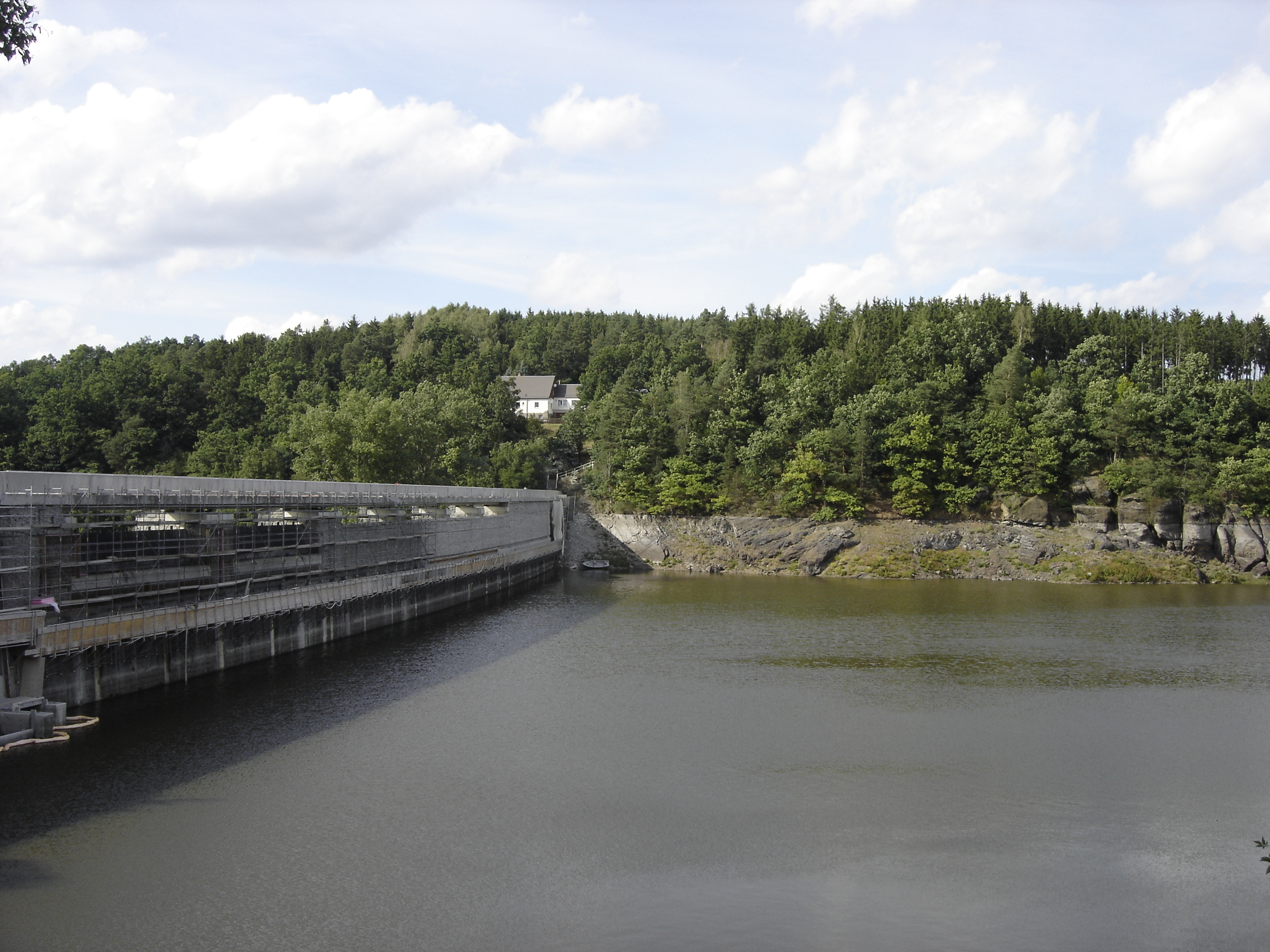
Staumauer
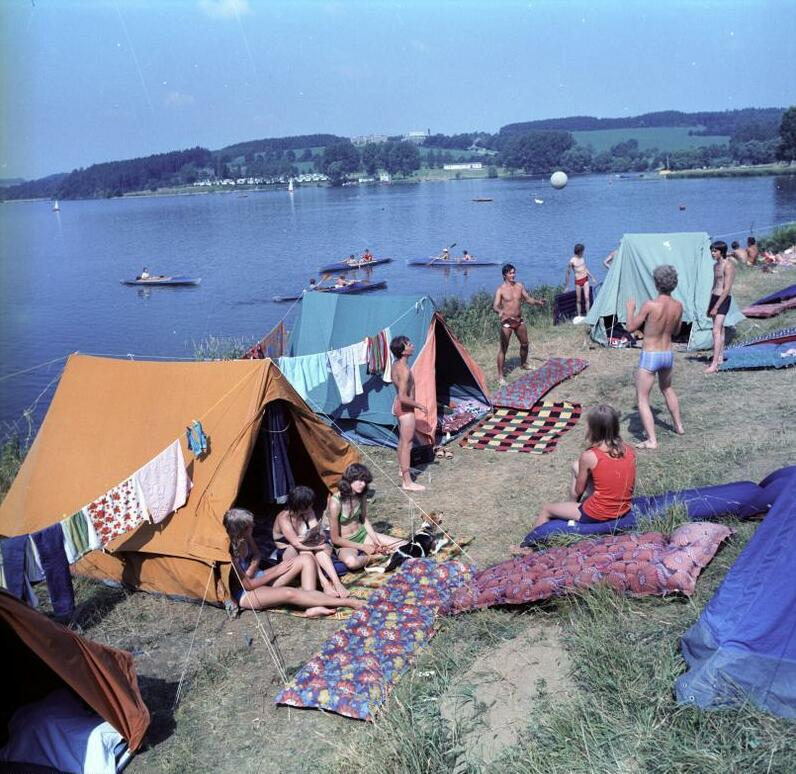
Jugendliche beim Camping am Stausee im Juli 1982
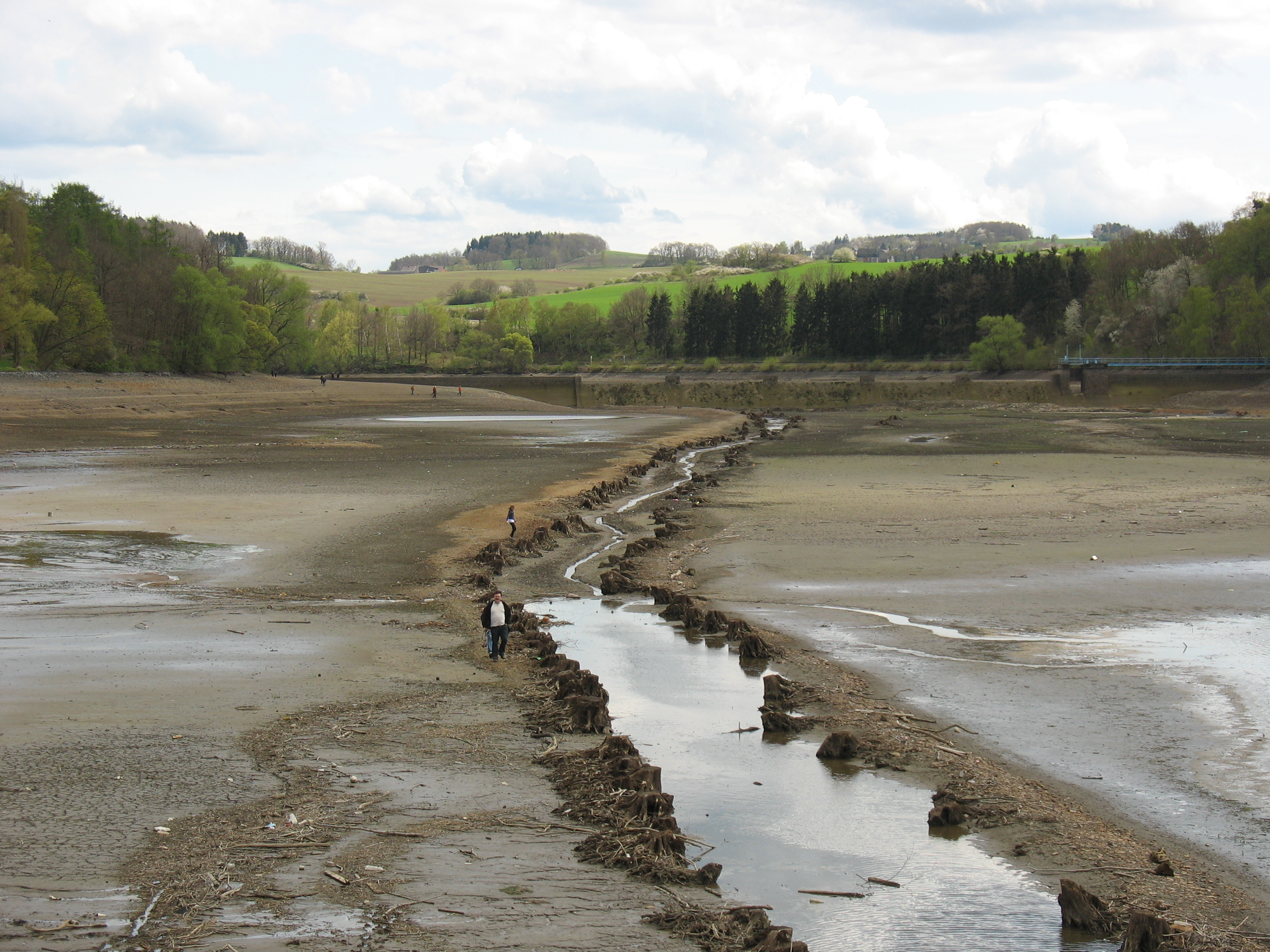
Die Talsperre während der Sanierung 2008